# كالوم موريس
كالوم موريس (بالإنجليزية: Callum Morris)‏ (3 فبراير 1990 بنيوكاسل أبون تاين في المملكة المتحدة - ) هو لاعب كرة قدم بريطاني في مركز الدفاع. شارك مع منتخب جمهورية أيرلندا تحت 20 سنة لكرة القدم ومنتخب جمهورية أيرلندا تحت 21 سنة لكرة القدم. أما مع النوادي، فقد لعب مع دندي يونايتد ودونفرملين أثلتيك وهايز وييدينغ يونايتد ‏ ونادي بليث سبارتانز وMorpeth Town A.F.C. ‏ وJerez Industrial CF ‏.

## وصلات خارجية
- كالوم موريس على موقع قاعدة بيانات كرة القدم.إي يو (الإنجليزية)
- كالوم موريس على موقع Soccerbase.com (لاعب) (الإنجليزية)
- كالوم موريس على موقع Soccerway.com (الإنجليزية)
- كالوم موريس على موقع عالم كرة القدم.نت (الإنجليزية)